# ویتهور
ویتهور (به انگلیسی: Vayathur) یک روستا در هند است که در Kannur district واقع شده‌است.

## خصوصیات
ویتهور ۲۱٬۹۵۶ نفر جمعیت دارد.